# Monsters of Liedermaching
Monsters of Liedermaching est un groupe musical allemand.

## Histoire
Les Monsters of Liedermaching (également appelés Die Monsters) se réunissent à l'occasion du Rockspektakel en 2003 de Hambourg, où ils sont censés se produire l'un après l'autre en tant qu'artistes solo. À la place, ils installent des bancs de brasserie sur scène et se produisent ensemble. Chacun d'entre eux chante une chanson à tour de rôle, tandis que les autres soutient le chanteur par des chants ou des concerts spontanés. Le public ayant très bien accueilli cette prestation, les différents artistes décident de se produire plus souvent ensemble à l'avenir. Cette décision est prise dans le pub Querschlag à Clausthal-Zellerfeld. Le groupe entretient des liens étroits avec l'Open Flair, où il se produit chaque année depuis 2004.
En 2014, le groupe annonce souhaiter faire une pause pour se consacrer davantage à ses activités dans ses projets solo / ses propres groupes. Ainsi, après 10 ans, les Monsters ne se représentent pas à l'Open Flair en 2014. Cette pause est cependant de courte durée - dès l'été 2015, leur prochaine tournée démarre avec une nouvelle apparition au festival Open Flair. Le 15 septembre 2017 sort Für alle, le premier album studio du groupe. Il est suivi par Glück zählt auch en 2022, et Federwisch im Elfental en 2023.

## Style musical et textes
Le répertoire des Monsters of Liedermaching se compose en premier lieu de morceaux solos de chacun des membres. Jens Burger et Frederick Timm reprennent parfois des morceaux joués à l'origine par Die Schröders ou Norbert und die Feiglinge. Il existe également des chansons écrites spécialement pour les Monsters of Liedermaching. Il n'existe cependant pas de ligne musicale prédéfinie et continue chez eux. Chaque membre a son style personnel et ne dépend pas de la participation des autres pour interpréter ses chansons. Lors de l'interprétation, ceux-ci se manifestent néanmoins par des harmonies vocales et, pour certains morceaux, par des gimmicks spéciaux. Les paroles de la plupart des chansons sont, selon l'interprète, impertinentes, ironiques ou ludiquement bizarres. 

## Discographie
- 2004 : 6 Richtige (double album)
- 2006 : Männer wie uns (double album + DVD)
- 2008 : Sitzpogo
- 2009 : Das Auge hört mit (DVD)
- 2010 : Nur die anderen können es besser (vol. 1) (EP, vinyle)
- 2011 : Haie im Flipperpelz
- 2012 : Schnaps und Kekse
- 2013 : 10 Jahre Monsters of Liedermaching – Das Jubiläumsalbum
- 2014 : Nur die anderen können es besser #2 (EP)
- 2016 : Wiedersehen macht Freude
- 2017 : Für Alle (album)
- 2022 : Glück zählt auch
- 2023 : Federwisch im Elfental